# Irina Stankina
Irina Vasilyevna Stankina  (Ирина Васильевна Станкина , 25 de marzo de 1977) es una atleta rusa especializada en marcha atlética.
En el año 1997 participó en la Copa del Mundo de Marcha Atlética, celebrada en la ciudad checa de Poděbrady, ocupando la primera posición en los 10 km.
Ha participado en dos ocasiones en unos Juegos Olímpicos: En los de Atlanta 1996, donde fue descalificada, y en Sídney 2000, donde no pudo terminar la carrera.
| Mejores marcas personales | Mejores marcas personales | Mejores marcas personales | Mejores marcas personales |
| Distancia                 | Tiempo                    | Lugar                     | Fecha                     |
| ------------------------- | ------------------------- | ------------------------- | ------------------------- |
| 5.000 m.                  | 20:31.4                   | Ádler (Rusia), Rusia      | 10 de febrero de 1996     |
| 10.000 m.                 | 44:32.17                  | Atenas, Grecia            | 4 de agosto de 1997       |
| 10 km.                    | 41:17                     | Ádler (Rusia), Rusia      | 9 de febrero de 1997      |
| 20 km.                    | 1h:25:29                  | Moscú, Rusia              | 19 de mayo de 2000        |